# Шаньдиндунский человек
Шаньдиндунский человек (кит. трад. 山頂洞人, упр. 山顶洞人, пиньинь shāndĭng dòngrén) — человек со стоянки Шаньдиндун, относящийся к позднему палеолиту шаньдиндунской культуры на территории современного Китая.
Впервые костные остатки и каменные орудия представителей этой культуры обнаружены в первой половине XX века китайским археологом Пэй Вэньчжуном (кит. 裴文中) у железнодорожной станции Чжоукоудянь (кит. 周口店) уезда Фаншань (кит. 房山縣，房山县) под Пекином, там, где им же до этого были впервые обнаружены костные останки синантропа (пекинского человека).
Шаньдиндунцы жили в пещерах, их преимущественными занятиями были рыболовство и охота. В обиходе использовались каменные оббитые орудия, поделки из кости и рога, одежда из звериных шкур. В качестве украшений служили ожерелья из зубов дикой собаки и каменных бус. Наличие погребального обряда говорит о существовании религиозных представлений.
Другая (их всего две) группа монголоидных неоантропов найдена на стоянке Люцзян.